# Kloss' gibbon
Kloss' gibbon (Hylobates klossii) är en däggdjursart som först beskrevs av Miller 1903.  Hylobates klossii ingår i släktet Hylobates och familjen Hylobatidae. IUCN kategoriserar arten globalt som starkt hotad. Inga underarter finns listade i Catalogue of Life.
Arten når en genomsnittlig längd av 45,7 cm och en vikt av omkring 5,8 kg. Hannar och honor har en helt svart päls. Pälsfärgen ändras inte under individens liv.
Denna gibbon förekommer endemisk på Mentawaiöarna som ligger söder om Sumatra. Habitatet utgörs av olika slags skogar.
Individerna är aktiva på dagen och klättrar i växtligheten. De äter främst frukter samt andra växtdelar och ibland smådjur. Familjegruppens revir är på Siberut bara upp till 11 hektar stort. På andra öar är reviret upp till 32 hektar stort.
Liksom hos andra gibboner sjunger hannar under skymningen för att markera flockens revir. Honor deltar i sången med några enstaka skrik. En hanne och en hona bildar ett monogamt par. Ungefär vart tredje år har honor en kull med en enda unge.